# Solfara Baccarato
La solfara Baccarato o miniera Baccarato  è stata una miniera di zolfo sita in provincia di Enna nei pressi del comune di Aidone.
Aperta tra il 1860 e il 1870 è oggi inattiva.
Durante il fascismo nelle vicinanze della miniera fu costruito un borgo per minatori: borgo Baccarato, oggi è anch'esso abbandonato.